# Tysk-österrikiska backhopparveckan 2007/2008
Den Tysk-österrikiska backhopparveckan 2007/2008 var den 56:e i ordningen, och avgjordes som en del i världscupen i backhoppning 2007/2008. Sammanlagd vinnare blev Janne Ahonen, Finland. Han tog sin femte sammanlagda seger, och är därmed den mest framgångsrike någonsin i Tysk-österrikiska backhopparveckan.
Deltävlingen som skulle ägt rum i Innsbruck 4 januari fick ställas in på grund av hård vind. Istället genomfördes två tävlingar i Bischofshofen, 5 och 6 januari.

## Oberstdorf 30 december 2007
| Plac. | Hoppare               | Land      | Poäng |
| ----- | --------------------- | --------- | ----- |
| 1     | Thomas Morgenstern    | Österrike | 295,9 |
| 2     | Gregor Schlierenzauer | Österrike | 280,7 |
| 3     | Janne Ahonen          | Finland   | 279,0 |
| 4     | Tom Hilde             | Norge     | 277,9 |
| 5     | Simon Ammann          | Schweiz   | 269,9 |
| 6     | Wolfgang Loitzl       | Österrike | 269,4 |
| 7     | Michael Neumayer      | Tyskland  | 259,5 |
| 8     | Anders Jacobsen       | Norge     | 258,3 |
| 9     | Arthur Pauli          | Österrike | 258,2 |
| 10    | Andreas Küttel        | Schweiz   | 253,0 |

## Garmisch-Partenkirchen 1 januari 2008
| Plac. | Hoppare               | Land      | Poäng |
| ----- | --------------------- | --------- | ----- |
| 1     | Gregor Schlierenzauer | Österrike | 274,4 |
| 2     | Janne Ahonen          | Finland   | 272,7 |
| 3     | Michael Neumayer      | Tyskland  | 258,6 |
| 4     | Roman Koudelka        | Tjeckien  | 256,7 |
| 5     | Adam Małysz           | Polen     | 256,6 |
| 6     | Thomas Morgenstern    | Österrike | 256,0 |
| 7     | Andreas Küttel        | Schweiz   | 253,2 |
| 8     | Tom Hilde             | Norge     | 251,7 |
| 9     | Simon Ammann          | Schweiz   | 247,4 |
| 10    | Wolfgang Loitzl       | Österrike | 246,5 |

## Bischofshofen 5 januari 2008 (istället för Innsbruck)
| Plac. | Hoppare               | Land      | Poäng |
| ----- | --------------------- | --------- | ----- |
| 1     | Janne Ahonen          | Finland   | 282,5 |
| 2     | Thomas Morgenstern    | Österrike | 271,4 |
| 3     | Simon Ammann          | Schweiz   | 259,4 |
| 4     | Dmitrij Vasiljev      | Ryssland  | 257,1 |
| 5     | Gregor Schlierenzauer | Österrike | 256,6 |
| 6     | Tom Hilde             | Norge     | 253,5 |
| 7     | Michael Neumayer      | Tyskland  | 249,6 |
| 8     | Wolfgang Loitzl       | Österrike | 246,4 |
| 9     | Andreas Küttel        | Schweiz   | 243,3 |
| 9     | Adam Małysz           | Polen     | 243,3 |

## Bischofshofen 6 januari 2008
| Plac. | Hoppare            | Land      | Poäng |
| ----- | ------------------ | --------- | ----- |
| 1     | Janne Ahonen       | Finland   | 251,6 |
| 2     | Anders Bardal      | Norge     | 243,6 |
| 3     | Thomas Morgenstern | Österrike | 242,7 |
| 4     | Martin Schmitt     | Tyskland  | 235,7 |
| 5     | Denis Kornilov     | Ryssland  | 232,6 |
| 6     | Adam Małysz        | Polen     | 232,1 |
| 7     | Dmitrij Vasiljev   | Ryssland  | 231,9 |
| 8     | Anders Jacobsen    | Norge     | 231,2 |
| 9     | Pavel Karelin      | Ryssland  | 227,9 |
| 10    | Michael Neumayer   | Tyskland  | 226,9 |

## Slutställning
| Plac. | Hoppare            | Land      | Poäng  |
| ----- | ------------------ | --------- | ------ |
| 1     | Janne Ahonen       | Finland   | 1085,8 |
| 2     | Thomas Morgenstern | Österrike | 1066,0 |
| 3     | Michael Neumayer   | Tyskland  | 994,9  |
| 4     | Adam Małysz        | Polen     | 979,9  |
| 5     | Dmitrij Vasiljev   | Ryssland  | 977,5  |
| 6     | Andreas Küttel     | Schweiz   | 959,3  |
| 7     | Anders Bardal      | Norge     | 958,6  |
| 8     | Martin Schmitt     | Tyskland  | 955,9  |
| 9     | Anders Jacobsen    | Norge     | 943,2  |
| 10    | Janne Happonen     | Finland   | 936,6  |